# Gospodarka Kenii
Gospodarka Kenii – gospodarka rynkowa z kilkoma państwowymi przedsiębiorstwami, utrzymująca zliberalizowany system handlu. Kenia jest postrzegana jako centrum finansowe, komunikacyjne i transportowe wschodniej i środkowej Afryki. Głównymi gałęziami gospodarki są rolnictwo, leśnictwo, rybołówstwo, górnictwo, produkcja przemysłowa, energetyka, turystyka i usługi finansowe. Według danych Banku Światowego w 2016 roku PKB Kenii wynosiło 70,53 mld dolarów i była 72. co do wielkości gospodarką świata.
Rząd Kenii jest ogólnie przyjazny dla inwestorów i wprowadził kilka reform regulacyjnych, w celu uproszczenia inwestycji zagranicznych, jak i lokalnych, w tym utworzenie stref wolnego handlu. Rosną one bardzo szybko, dzięki bezpośrednim inwestycjom zagranicznym. Coraz większa część transakcji zagranicznych Kenii to przelewy Kenijczyków pracujących W USA, Europie, Azji i na Bliskim Wschodzie. W porównaniu z sąsiadami Kenia ma dobrze rozwiniętą infrastrukturę.
W marcu 2014 roku ekonomiści przewidywali, że w Kenii będzie się utrzymywał wzrost gospodarczy powyżej 5%, głównie z powodu dynamicznie rozwijających się: telekomunikacji, transportu, budownictwa i rolnictwa. Rozwój spowodowany jest przez dużą liczbę specjalistów mówiących w języku angielskim oraz bardzo dobrą znajomość obsługi komputera, zwłaszcza wśród młodzieży.
W 2018 roku Kenia zajęła 80. miejsce (w 2016 roku 113., a w 2017 roku 92.) w rankingu Doing Business.

## Sektory gospodarki

### Rolnictwo
Rolnictwo dominuje w gospodarce kraju, mimo że tylko 15% powierzchni Kenii ma wystarczającą żyzność, aby mogły być na niej prowadzone uprawy, a ziemia pierwszej kategorii zajmuje tylko 8% powierzchni. W 2015 roku aż 75% zatrudnionych pracowało w sektorze rolniczym. W 2016 roku rolnictwo było drugim, po usługach, sektorem o największym udziale w strukturze PKB Kenii. W pierwszym kwartale 2017 roku produkcja żywności spadła średnio o 1,1% w porównaniu z pierwszym kwartałem 2016 roku, największy spadek zanotowano w produkcji herbaty, bo o 35,5% (z 139,6 ton na 90,1 ton). Rolnictwo w Kenii uzależnione jest w bardzo dużym stopniu od pogody.
Na terenach górskich, najżyźniejszych terenach Kenii, uprawia się głównie herbatę, kawę, agawę sizalową, kukurydzę i pszenicę. Zwierzęta gospodarskie hoduje się na sawannach w północno-wschodnich regionach. Kokosy, ananasy, orzechy nerkowca, bawełna, trzcina cukrowa, agawa sizalowa i kukurydza uprawiane są w dolinach.

### Leśnictwo i rybołówstwo
Degradacja terenów leśnych zmniejszyła produkcję w leśnictwie. Rybołówstwo ma lokalne znaczenie, skoncentrowane jest głównie wokół Jeziora Wiktorii i posiada niewykorzystany w pełni potencjał nad Jeziorem Rudolfa. W 2013 roku rybołówstwo stanowiło 0,54% krajowego PKB i dawało pracę 130 tysiącom Kenijczyków. Wpływy z eksportu ryb wynosiły 62,9 mln USD w 2012 roku. Zanieczyszczenie wód, przełowienie i używanie niedozwolonych technik łowieckich doprowadziło do spadku ilości poławianych ryb i zagrażało miejscowym gatunkom.

### Górnictwo
Kenia nie ma znaczących zasobów mineralnych. Górnictwo i wydobycie ma nieznaczny udział w gospodarce, stanowi ok. 1% PKB. Największe wpływy przynosi wydobycie sody kalcynowej nad jeziorem Magadi, która zapewnia 4% światowych dostaw tego surowca. Oprócz sody wydobywa się również wapień, złoto, sól, duże ilości niobu, fluorytu i paliw kopalnych, a ich produkcja rosła dynamicznie w latach 2006–2010.
W czerwcu 2016 roku prezydent Kenii Uhuru Kenyatta podpisał nowe prawo, które ma przyczynić się do szybkiego rozwoju tego sektora gospodarki. Według szacunków do 2030 roku dzięki nowej ustawie w Kenii powstanie 20 nowych kopalni, a górnictwo ma wtedy stanowić ok. 10% PKB.

### Przemysł
Chociaż Kenia jest najbardziej rozwiniętym przemysłowo krajem Afryki Wschodniej, przemysł stanowi 18% PKB. Produkcja przemysłowa w latach 2000. rosła średnio o 3,1% rocznie. W 2011 roku przemysł dawał pracę bezpośrednio ponad 250 tysiącom Kenijczyków, a pośrednio prawie 1,5 miliona ludziom. Działalność przemysłowa skupiona jest wokół trzech największych ośrodków miejskich: Nairobi, Mombasy i Kisumu; jest zdominowana przez przemysł spożywczy. Ponad połowa inwestycji w sektorze przemysłowym jest zagraniczna, z czego połowa to inwestycje przedsiębiorstw z Wielkiej Brytanii. Drugim inwestorem są Stany Zjednoczone.

### Energetyka
36% mieszkańców Kenii ma dostęp do energii elektrycznej. W 2014 roku 44% energii wytwarzały elektrownie geotermalne, 36% elektrownie wodne, a 19% energii wytwarzały elektrownie cieplne (na gaz i ropę naftową, w produkcji energii nie używa się węgla). Mniej niż 1% wytworzonej energii pochodzi z odnawialnych źródeł.
We wrześniu 2010 roku minister energii i ropy naftowej Patrick Nyoike ogłosił, że Kenia wybuduje pierwszą elektrownię atomową między 2017 a 2022 rokiem. Budowa ma kosztować 3,5 mld USD i będzie wykorzystana technologia południowokoreańska.

### Finanse
Kenia jest centrum usług finansowych środkowej i wschodniej Afryki. Nairobi Securities Exchange zajmuje 4. miejsce w Afryce pod względem kapitalizacji.
System bankowy w Kenii nadzoruje Centralny Bank Kenii. W 2017 roku w Kenii działały 42 banki komercyjne, z czego dwa należą do międzynarodowych korporacji (Barclays i Citibank). Pozostałe to mniejsze banki lokalne.

### Turystyka

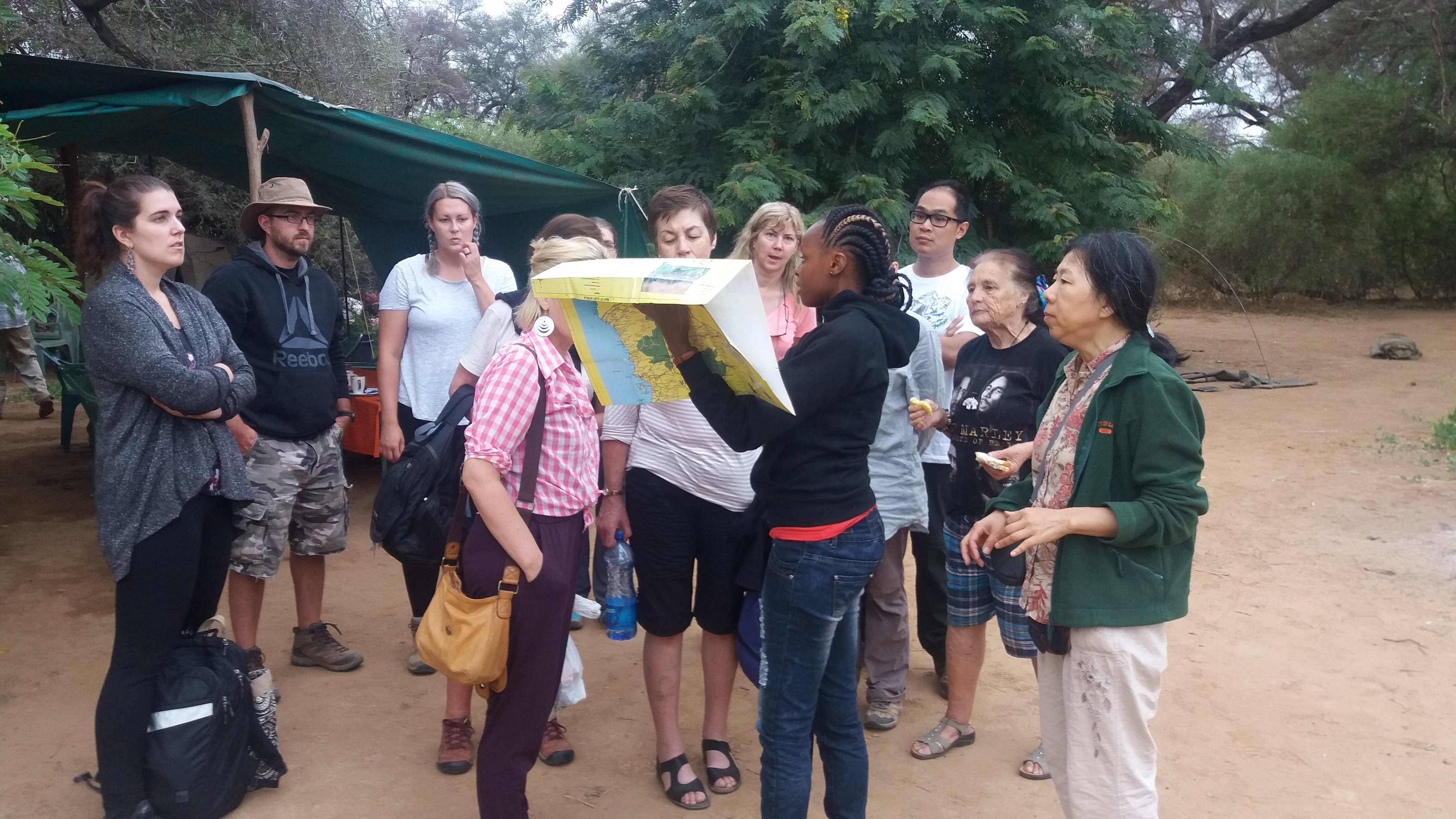
Grupa turystów w Kenii

Kenijski sektor usług, który stanowi 49,3% PKB, jest zdominowany przez turystykę. W 2013 roku Kenię odwiedziło 1,49 mln zagranicznych turystów. W 2015 roku przychody z turystyki wyniosły 84,6 mld szylingów kenijskich. Najwięcej turystów przybyło w 2015 z Wielkiej Brytanii (98 523 turystów) i Stanów Zjednoczonych (84 759 osób).
Główną atrakcją turystyczną Kenii jest 27 parków narodowych i 34 rezerwaty przyrody. W stolicy państwa, Nairobi, można podziwiać wiele ważnych historycznie budynków (niektóre pochodzą z VIII wieku). Ponadto w Kenii znajduje się 536 kilometrów plaż z białego piasku.

## Handel zagraniczny
Kenia ma ujemny bilans handlowy. W 2016 roku wyeksportowała towary za 6,36 mld USD, a importowała towary i usługi za 16,34 mld USD. Głównymi partnerami handlowymi Kenii są Chiny, Indie, Uganda, Tanzania oraz Zjednoczone Emiraty Arabskie.
Głównymi towarami eksportowymi w 2015 roku były herbata (24%), ropa naftowa (9%), kwiaty (7%) oraz rośliny strączkowe (3%). W 2015 roku Kenia importowała głównie ropę naftową (12%), leki, samochody oraz sprzęt RTV (po 3%).
Kenia bierze aktywny udział w międzynarodowych organizacjach handlowych, takich jak Wspólny Rynek Afryki Wschodniej i Południowej, Wspólnota Wschodnioafrykańska, a także Światowa Organizacja Handlu.

## Infrastruktura

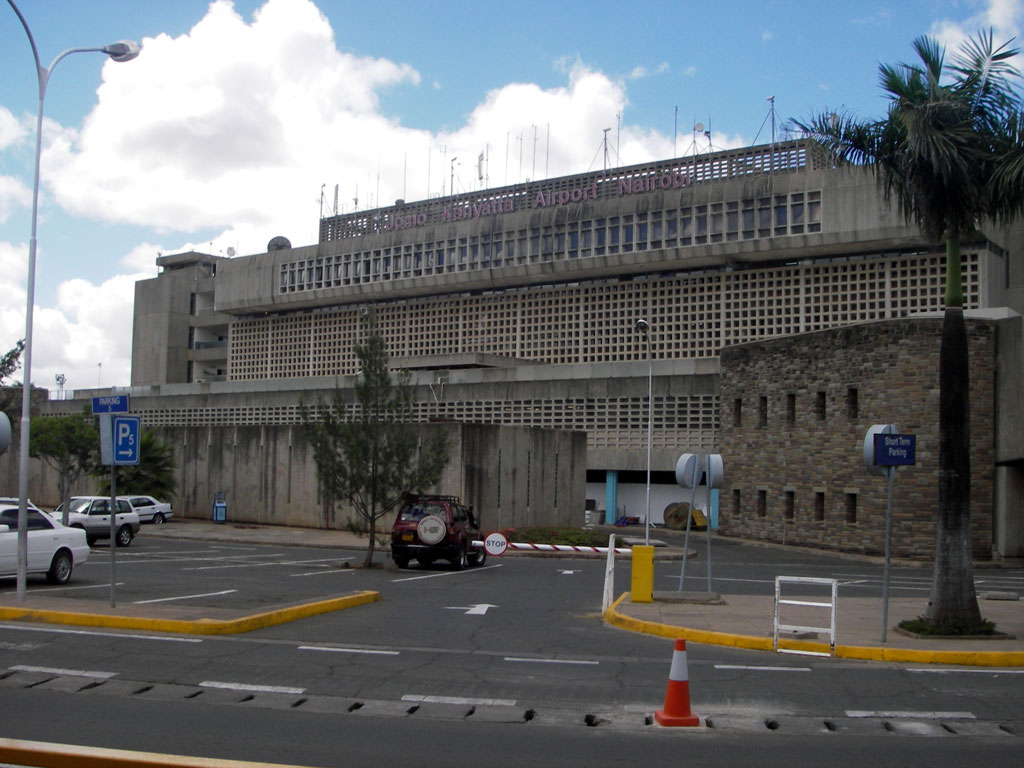
Port lotniczy Jomo Kenyatta w Nairobi

Drogi w Kenii (stan na 2013 rok)

### Lotnicza
W 2013 roku w Kenii działało 197 lotnisk cywilnych, z czego tylko 16 miało utwardzone pasy startowe. Wiele z lotnisk bez utwardzonych służy prywatnym celom, jak organizowanie safari i prywatne parki gier, ale są obsługiwane przez linie lotnicze AirKenya. Największym portem lotniczym w Kenii jest port lotniczy Jomo Kenyatta w Nairobi. Niektóre loty międzynarodowe są organizowane z Portu lotniczego Mombasa-Moi. W 2011 roku port lotniczy Kisumu został przebudowany na międzynarodowy port lotniczy. W 2012 roku U.S. Navy Seabees wybudowały nowy asfaltowy pas startowy na lotnisku w Wajir, aby mógł obsługiwać ciężkie samoloty wojskowe.
W 2015 roku linie lotnicze obsłużyły 4,8 mln pasażerów.

### Kolejowa
W Kenii długość linii kolejowych wynosi 3806 km, z czego 3344 km to kolej wąskotorowa (o rozstawie szyn 1000 mm).
W 2017 roku otwarto nową linię kolejową o długości 470 km, który łączy port morski w Mombasie ze stolicą kraju, Nairobi. Koszt inwestycji wyniósł 3,2 mld USD i został częściowo sfinansowany przez Chiny. Jest to część nowej sieci kolei, która ma łączyć Kenię, Etiopię, Sudan Południowy, Ugandę, Rwandę, Burundi i Demokratyczną Republikę Kongo.

### Drogowa
W 2017 roku w Kenii istniało 161 452 km dróg, z czego tylko 14 420 km to drogi utwardzone. Sieć autostrad liczy 8500 km. Dwie z nich mają zasięg międzynarodowy i łączą: Mombasę z Lagos oraz Kair z Kapsztadem (przez Nairobi). Transport publiczny w miastach jest prawie w całości obsługiwany przez minibusy.

### Telekomunikacyjna
W 2015 roku 46% populacji Kenii posiadało dostęp do Internetu. Z telefonów komórkowych korzysta prawie 38 milionów mieszkańców, a w kraju dynamicznie rozwija się system płatności mobilnych M-Pesa.